# Opęchowo
Opęchowo (prononciation : [ɔpɛ̃ˈxɔvɔ]) est un village polonais de la gmina de Troszyn dans le powiat d'Ostrołęka de la voïvodie de Mazovie dans le centre-est de la Pologne.
Il se situe à environ 6 kilomètres au nord-est de Troszyn (siège de la gmina), 16 kilomètres à l'est d'Ostrołęka (siège du powiat) et à 108 kilomètres au nord-est de Varsovie (capitale de la Pologne).

## Histoire
De 1975 à 1998, le village appartenait administrativement à la voïvodie d'Ostrołęka.